# Даргинські мови
Даргинські мови — гілка нахсько-дагестанських мов. Поширені серед даргинців: на традиційній території їх проживання (в північно-східній частині гірського Дагестану (Росія) — в Акушинському, Буйнакському, Сергокалинському, Левашинському, Дахадаєвському, Кайтазькому, Карабудахкентському і Агульському районах) і на рівнині, куди після 1950-х рр. переселилася значна їх частина. Загальне число мовців даргинськими мовами — 485 705 осіб (перепис 2010 р.). Окремі даргинські мови в перепису не враховуються; нижче наводяться оцінки чисельності мовців на них для традиційних територій їх поширення (в цілому становлять близько половини від загального числа). На Україні число носіїв даргинської мови — 409 осіб. Даргинською мовою видаються газети Замана, Шила гӏямру, Эркиндешличи, Сагаси гьуникад, Бархьдешла гьуни, Хайдакьла зяхІматчи, Мургукла анкъи, а також журнали — Дагъиста хьунул адам, Гьалмагъдеш, Дубурлан і Лачин.

## Мови або діалекти
Традиційно даргинські мови вважаються діалектами однієї мови, хоча фактично є групою мов, що досить далеко розійшлися.
Офіційно всі даргинські ідіоми вважаються діалектами єдиної мови, відповідної єдиному народові — даргинцам. Як пише Н. Р. Сумбатова (2013): «Ця традиція склалася, вочевидь, в двадцяті роки ХХ сторіччя — період радянської політики „мовного будівництва“, коли було створено даргинську літературну мову і даргинську писемність».
Проте, ступінь відмінності між окремими «діалектами» давно впадала в очі і навіть при традиційному підході термін «мова» застосовувався до деяких периферійних «діалектів»: кубачинського, мегебського і кайтазького.
Уже пробні лексикостатистичні підрахунки показали, що фактично даргинська є цілою групою мов, за глибиною (мінімальний ВЗ = 68 %,) порівнянну з германською або романською. Власне лінгвістичні відмінності між цими ідіомами істотні на всіх мовних рівнях. У першому досить докладному аналізі було виділено 11 мов. У міру надходження нових даних класифікація даргинского мов уточнювалася. Спочатку число виділюваних мов було збільшено до 17 мов; потім їх число скоротилося до 12-13. У міру подальшої польової роботи можливі нові зміни.
Взаєморозуміння відсутнє між багатьма ідіомами. Носії сусідніх ідіом часто пасивно знають мову один одного і спілкуються за принципом «кожен на своїй». Знання літературної мови серед даргинців розвинене досить слабо, і вона, «як правило, не використовується як засіб комунікації між носіями різних даргинських ідіом — в більшості випадків в цій ролі виступає російська», тому носії не сусідніх і/або далекіших даргинських мов спілкуються між собою по-російськи. Самі даргинці в переважно вважають своє мовлення діалектом. Частковим винятком є кубачинці, в яких склалася думка про етнічну самобутність і як наслідок — думка про те, що їх мова є окремою мовою.

## Поширеність
Поширений в Дагестані, Ставропольському краї, Калмикії, Астраханській області Росії, а також в окремих районах Киргизії, Узбекистана, Сирії і Туреччини. У Росії даргинською мовою володіють приблизно 485 500 осіб.
| Володіння даргинською різними народами (народи з чисельністю понад 500 тис.), 2010 р. |              |
| --- | ------------ |
| \| Народ \| Число мовців \| \| ------------- \| ------------ \| \| Даргинці \| 474 330 \| \| Аварці \| 2 655 \| \| Кумики \| 2 106 \| \| Росіяни \| 1 984 \| \| Вірмени \| 1 608 \| \| Білоруси \| 944 \| \| Лакці \| 825 \| \| Азербайджанці \| 752 \| \| Лезгіни \| 490 \| \| Українці \| 265 \| \| Чеченці \| 195 \| |              |
| Народ | Число мовців |
| Даргинці | 474 330      |
| Аварці | 2 655        |
| Кумики | 2 106        |
| Росіяни | 1 984        |
| Вірмени | 1 608        |
| Білоруси | 944          |
| Лакці | 825          |
| Азербайджанці | 752          |
| Лезгіни | 490          |
| Українці | 265          |
| Чеченці | 195          |

## Склад
Склад даргинську мов до кінця не встановлений. Згідно з останніми дослідженнями:
- Північно-центральна група
  - Північнодаргинська мова
    - Акушинсько-урахінське наріччя — найбільше наріччя (83 тис. в горах), основа літературної мови
      - Акушинське наріччя
      - Даргинська літературна мова
      - Урахінський діалект (хюркилінський; 35 тис.)

    - Верхньомулебкінське наріччя (1336 ос.) — с. Верхні Мулебкі
    - Мугінське наріччя (бл. 3,2 тис.) — с. Мугі, Гаджіалалмахі, Шінкбалакада
    - Мюрего-губденське наріччя (27 тис.) — 24 селища

  - Кадарська (бл. 9 тис.) — 6 селищ
  - Мегебська — бл. 1300 ос., з них в Мегебі (Гунібський район) — 845 чол., також Кутан Н.Мегеб в Кизлярському районі.
  - Гапшиминська мова — с. Гапшима (+1582 ос.; Акушинський район), можливо також включає с. Мегва і Шукта (863 чол.), за якими поки немає даних.
  - Усіша-цудахарська мова (цудахарсько-усіша-бутринська) — бл. 40 тис. в традиційних селищах
    - цудахарське наріччя
    - усіша-бутринське наріччя

  - Муїринська мова — бл. 34 тис. в традиційних селищах.
- Південна група — мови цієї групи утворюють класичний мовний континуум, в якому між крайніми точками (Ашти і Танти) відсоток збігів = 76 %, а між сусідніми селищами відсоток збігів не опускається нижче 91 %[16].
  - Танти-сірхінська мова (сірхва-тантинська, сірхінсько-тантинська)
    - тантинське наріччя — с. Танти (Акушинський р-н), 0,8 тис. чол.
    - сірхінське наріччя (сіргінське, сюргінське; самоназва: сірхӀва, сірхӀя; Sirhwa) — 57 селищ (близько 13 тис. чол.) в Дахадаєвському районі (верхній басейн річок Хулахерк і Кінтуракотти). Багато периферійних сел зовсім не вивчені і можуть приховувати невідомі наріччя і навіть мови.

  - Верхньовуркунська мова (амухсько-худуцьсько-кункінська)
    - кункінське наріччя (самоназва: кьункьіла; Qunqi) — с. Кунка (781 ос.)
    - худуцький діалект (самоназва: худуцӀла; Khuduts) — с. Худуц (517 ос.)
    - амухський діалект (самоназва: гӀамух'ла; Amuq) — с. Амух (238 ос.), мабуть також с. Анклух і Шарі (немає даних, усі переселилися на рівнину).

  - Санжі-іцаринська мова (нижньовуркунська) — єдність цієї мови під великим питанням: з одного боку, відсоток збігів між санжінською й іцаринською = 90 %, з іншого — між санжінською і амузґі-ширінською відсоток збігів = 90,5 %. Тобто можливо, в одну мову слід виділяти дві: санжі-амузґі-ширінську та іцаринську.
    - санжінське наріччя (самоназва: sanǯi-la; Sanzhi) — раніше с. Санжі, нині всі → с. Дружба (150—200 чол.) Каякентського р-ну
    - іцаринське наріччя (самоназва: іцӀаріла; Icari, Itsari) — Іцарі (209 ос.), → села в Кизлярському р-ні (бл. 300 сімей), можливо також Санакарі, Чахріжі.

  - Амузґі-ширінська мова — фактично відкрита московським лінгвістом О. Бєляєвим в ході польових робіт в 2012—2013 рр.
    - амузґінське наріччя — с. Амузґі, майже всі переселилися до рівнини.
    - ширінська наріччя — с. Ширі (112 ос.), інші переселилися до рівнини.

  - Кубачи-аштинська мова (Кубачинська)
    - Кубачинське наріччя (арбукське, урбукське, зірехгеранське; самоназва: гӀуг'буганла; Kubachi) — смт. Кубачи (2781 ос.), ще кілька тисяч всією Росією.
    - аштинське наріччя (самоназва: išt'a-la ʁaj; Ashti) — с. Ашти і с. Дірбаґ Дахадаєвського району; 725 чол. в горах.
    - сулевкайське наріччя — с. Сулевкай → Сулевкент (2129 чол.; північ Хасавюртовського р-ну). Не досліджена.
- Чиразька мова — Агульський р-н: Чираг (580 ос.).
- Кайтазька мова (хайдакська, хайтакська) — 37 селищ в Кайтазького р-ні (бл. 20 тис.).

## Історія класифікації
П. К. Услар (1892) ділив даргинські діалекти на 3 типи:
- Акушинські — акушинський, цудахарський, усішинський, сірхінський, урахінський, мугінський, муїринський, кадарський і кубачинський;
- Кайтазькі
- Вуркунські — імовірно діалекти селищ Ашти, Кунка, Худуц, Санжі, Анклух, Амух.

Пізніше Биховська (1940) і Абдуллаєв (1954) ввели поділ на діалекти акушино-урахінського (АУ) і цудахарського типів за наявністю/відсутністю гемінірованних приголосних (преруптивів); а Гапріндашвілі (1952) — на три групи (акушинську, урахінську і цудахарську). З південно-даргинської (ЮД) у Абдуллаєва згадуються лише сургінська (сірхінська, іноді вкл. Худуц), тантинська, кубачинське (вкл. Сулеркі і Амузґі), кункинська, амухська. Пізніше Гасанова додала санжінську, іцаринську, чиразьку.
Фактично діалекти акушино-урахінського типу — це північнодаргинська мова (за винятком мугинської і верхньомулебкинської), а цудахарського типу — всі інші мови. Ситуація аналогічна, наприклад, аварської і китайської.
Нарешті 3. Гасанова (1971) відмовилася від примітивної бінарної схеми і розділила даргинські діалекти на 13 груп.

## Писемність і алфавіт
Окремі написи даргинськими мовами в арабській графіці з'являються з кінця XV сторіччя. З 1928 використовується писемність на основі латинської, а з 1938 — на основі російської графіки. Літературна даргинська мова викладається в більшості шкіл в традиційних районах проживання даргинців, однак лише обмежено використовується для спілкування між носіями різних даргинських мов, в основному північно-центральних.
Кирилична абетка була прийнята 1938 року. У 1960-і роки була додана буква ПІ пІ.
| А а   | Б б   | В в | Г г   | Гъ гъ | Гь гь | ГӀ гӀ | Д д   |
| Е е   | Ё ё   | Ж ж | З з   | И и   | Й й   | К к   | Къ къ |
| Кь кь | КӀ кӀ | Л л | М м   | Н н   | О о   | П п   | ПӀ пӀ |
| Р р   | С с   | Т т | ТӀ тӀ | У у   | Ф ф   | Х х   | Хъ хъ |
| Хь хь | ХӀ хӀ | Ц ц | ЦӀ цӀ | Ч ч   | ЧӀ чӀ | Ш ш   | Щ щ   |
| Ъ ъ   | Ы ы   | Ь ь | Э э   | Ю ю   | Я я   |       |       |

## Лінгвістична характеристика

### Фонологія
У порівнянні з іншими нахсько-дагестанськими мовами фонетична система даргинських мов проста.
У них немає гучних латеральних приголосних, а в багатьох мовах і губних. Для частини даргинських мов (Кубачинської, Кайтазької та ін.) Характерні гемінаційні приголосні, за наявністю/відсутністю яких даргинські мови традиційно ділилися на мови акушинського і цудахарського типу.
Система голосних, що включає, як правилой, 4 основні одиниці (i, e, u, a), ускладнюється за рахунок фарінгалізованих фонем. У ряді мов є протиставлення за наявністю/відсутністю фарінгалізації, наприклад, в іцаринській (де є пари a — aI, u — uI), кубачинській (в якій ця опозиція охоплює всю систему). Довгі голосні виникають, зазвичай, в результаті стяжіння; в деяких мовах протиставлення за довготою стало фонематичним. Наголос і просодія вивчені слабко. Фарінгалізація — важлива просодична ознака. У ряді мов для вираження граматичних значень може використовуватися словесний наголос.

### Морфологія
Іменники мають категорії числа, відмінка і іменного класу. В більшості даргинських мов представлені 3 іменних класів (чоловічий, жіночий, неособистий); в мегебській мові іменних класів чотири (2 жіночих класів — «матері» і «доньки»). Маркер узгодження представлений зазвичай в дієслові, а також в деяких прикметниках, займенниках, прислівниках і післяйменниках. Зазвичай він входить до складу приставки, рідше — суфікса. Крім граматичних відмінків, в даргинських мовах представлені від двох (есив-латив та елатів) до чотирьох (латив, есив, елятив і директив) місцевих відмінків і, як правило, 4-6 локативних серій. У більшості даргинських мов морфологічно розрізняються локалізації «знаходження всередині порожнього предмета» і «перебування в суцільному середовищі», в деяких представлена типологічно рідкісна локалізація «знаходження перед орієнтиром», що може поєднуватися з напрямком руху; пор. кубач. хъалта-гьа-тталла ‘спереду-будинку-вгору’ — хъалта-би-тталла ‘спереду-будинку-туди’. 2 форми латива (суперлатив й ілатив), формально відносяться до локативних відмінків, часто мають властивості граматичних відмінків, виконуючи ряд функцій, типових для давального відмінка. Множина виражається суфіксально, спостерігається також аблаут і омонімія числових форм.
Система числення десяткова.
Особисті займенники 1-ї особи в ряді мов (чиразькій, кайтазькій) розрізняють форми інклюзива і ексклюзива, в іцаринській спостерігається формальний збіг займенників 1-ї і 2-ї особи множини.
Дієслово в усіх даргинських мовах утворює велике число видо-часових і модальних парадигм. Велика частина дієслівних форм є комбінацію однієї з особових форм дієслова або однієї з дієслівних основ і потенційно відокремлюваної від дієслова частки, що виражає особу, час, заперечення, питання тощо. Є також кілька власне синтетичних форм і аналітичних конструкцій з особовим дієсловом в ролі допоміжного елемента. Система неособових форм включає прості і спеціалізовані дієприслівники, короткі та повні дієприкметники і кілька віддієслівних іменників, зокрема імена дії — герундій і масдар. У деяких мовах є відмінювані форми кон'юнктива, яким відповідає інфінітив в інших даргинських мовах. Заперечення виражається допоміжним дієсловом або негативним приростком, в ряді мов також редуплікацією дієслівної основи. Даргинські мови належать до числа небагатьох нахсько-дагестанських мов, що мають розвинуте приватне узгодження. Правила контролю особистого узгодження сильно розходяться за мовами, але всюди, як правило, враховують особу основних актантів речення, іноді також роль семантичну. Є морфологічний каузатив.
Для даргинських мов характерна типова для нахсько-дагестанських мов ергативна конструкція речення. Сфера застосування афективної і антипасивної конструкцій порівняно вузька.

## Історія вивчення
Перше серйозне дослідження однієї з даргинських мов (урахінської) було зроблено наприкінці XIX сторіччя П. К. Усларом. Значний внесок у вивчення даргинських мов XX сторіччя внесли вітчизняні дослідники Л. І. Жирков, С. Н. Абдуллаєв, З. Г. Абдуллаєв, Ш. Г. Гапріндашвілі, С. М. Гасанова, М.-Ш. А. Ісаєв, М.-С. М. Мусаєв, Р. О. Муталієв, С. М. Темірбулатова і, особливо, О. А. Магометов, а також нідерландська вчена Хельма ван ден Берґ. Ступінь вивченості багатьох даргинських мов недостатня. Відсутні докладні відомості про граматику більшості з них, немає даргинсько-російських словників.
Останнім часом в Москві склалася робоча група лінгвістів (Ю. О. Ландер, Н. Р. Сумбатова, Д. С. Ганенко, О. І. Бєляєв, Н. В. Сердобольска, Г. А. Мороз, Ю. Б. Коряков, М. А. Даніель, Н. Р. Добрушин тощо), активно працюють з даргинськими мовами як за наявними описами, так і в польових умовах (експедиції в Амух, Шарі, Кунка, Худуц, Танти, Ашти, Амузґі, Кадар та інші селища). Німецька дослідниця Діана Форкер вивчає санжінське наріччя.